# María Pachecová
María López de Mendoza y Pacheco (cca 1496, Granada – březen 1531, Porto) byla kastilská revolucionářka, která vedla povstání komunérů v Toledském království.
Narodila se do rodu Mendoza v Granadském království, kde získala klasické vzdělání a spravovala palác Alhambra. Její otec, Íñigo López de Mendoza, zastánce náboženské tolerance a světské autority proti španělské inkvizici, ji zasnoubil s Juanem Lópezem de Padillou, hidalgem z Toledského království. Tam převzala správu panství Padillových, zatímco její manžel bojoval za práva drobné šlechty proti cizí vládě Karla I.
Po vypuknutí povstání komunérů v roce 1520 se pokusila prosadit svého bratra jako arcibiskupa toledského, ale byla zablokována jinou frakcí komunérů. Po porážce komunérů v bitvě u Villalaru byl její manžel popraven a ona následně převzala vedení povstání v Toledu. Získala lidovou podporu pro věc komunérů a dohlížela na posílení obrany města, což nakonec vedlo k vyjednáváním, která skončila tím, že roajalisté Toledu udělili velkorysé ústupky. Když však královské vojsko nedodrželo dohodnuté podmínky, Toledo povstalo znovu. Když roajalisté začali požadovat hlavu Pachecové, v přestrojení uprchla z města. Odešla do exilu v Portugalsku, kde zemřela.
Kastilští kronikáři ji v její době označovali za šílenou a obviňovali ji z čarodějnictví. Kastilský stát nechal její sídlo zbořit a zasolit půdu, na níž vztyčil památník porážky komunérů. V moderní době byla její pověst přehodnocena a dnes je zobrazována jako raná zastánkyně sociální rovnosti a lidských práv.

## Životopis

### Mládí a rodina
María Pachecová se narodila kolem roku 1496 v paláci Alhambra v Granadském království. Byla dcerou Íñiga Lópeze de Mendozy, hraběte z Tendilly, a Franciscy Pachecové. Její matka zemřela v roce 1507, když byla María ještě dítětem. Vychovával ji její otec, intelektuál španělské renesance, který jí poskytl kvalitní vzdělání. Pod vedením Hernána Núñeze a Petra Mučedníka d'Anghiera studovala latinu a řečtinu, stejně jako matematiku, historii, poezii a křesťanské písmo. Studovala také klasickou politiku.
Během Maríina dospívání rod Mendoza již ztrácel svůj politický a ekonomický vliv v Granadě, částečně kvůli tomu, že její otec byl odpůrcem španělské inkvizice. Navzdory své loajalitě k Ferdinandovi V., která je stála pozemkové državy a značné vojenské výdaje, byli Mendozové panovníkem do značné míry opomíjeni. Mendoza proto hledal spojenectví s rodem Padillů, kteří ovládali Řád calatravských rytířů a předsedali Radě řádů, a kteří prohlásili svou věrnost Janě Kastilské.
Ačkoli se López de Mendoza stále považoval za věrného Ferdinandovi, sdílel s Padillovými věrnost dynastii Trastámara proti vzestupujícím Habsburkům a zároveň usiloval o ochranu autonomie Toledského království před Kastilskou korunou. Sama Pachecová převzala tento protihabsburský postoj, neboť považovala legitimitu španělské monarchie za podmíněnou její péčí o blaho země, a zejména španělské šlechty.

### Sňatek s Padillou
Již v roce 1509 Mendoza uvažoval o formalizaci svého spojenectví s rodem Padillů tím, že by svou dceru provdal do této rodiny. Měl k Maríi něžný vztah a chtěl ji ušetřit osudu její starší sestry, která prožila nešťastné manželství, a proto se snažil zajistit jí vhodného partnera. Ideálního ženicha našel v Juanovi de Padilla. V listopadu 1510 byla nakonec dohodnuta věnná smlouva, pod podmínkou, že se Pachecová vzdá dědictví ve prospěch svého manžela. López de Padilla do Granady dorazil 14. srpna 1511. Pachecová se se svým snoubencem dosud nesetkala a údajně měla z dohodnutého sňatku obavy. Následujícího dne proběhlo oficiální zasnoubení za přítomnosti Padillů, Mendozů i královského pokladníka.
Protože tyto přípravy představovaly pro Mendozu velké finanční výdaje, požádal Ferdinanda, aby mu udělil úřad výběrčího daní v Granadském království, což by mu umožnilo zařídit dceři důstojnou svatbu, ale král jeho žádost odmítl. V roce 1514 začaly přípravy na svatební obřad; náklady na událost značně zatěžovaly Mendozovy finance a jeho nespokojenost s Ferdinandovým nedostatkem podpory rostla. Nemohl své dceři koupit hedvábné svatební šaty ani zlaté šperky a požádal hosty, aby se oblékli skromně. Opakovaně žádal Ferdinanda o finanční pomoc, ale byl pokaždé odmítnut, což mu způsobilo velké starosti a finanční tíseň. Aby svatbu zaplatil, byl nucen prodat své šperky a zadlužit se „u všech ve městě“.
Svatba se nakonec konala 18. ledna 1515, uprostřed zimy. Zúčastnilo se jí 150 hostů a ženicha přivítali „všichni ve městě, kdo uměli jezdit na koni“. Moriské úřady z Albaicínu události rovněž požehnaly jako projev úcty, kterou obyvatelé Granady chovali k Mendozovi. Ten tuto skutečnost s nadšením oznámil Ferdinandovi, aby ukázal úspěch své náboženské tolerance oproti Ferdinandově politice pronásledování jinověrců. Po svatbě Pachecová se svým manželem odjela do Porcuny v Toledském království. Ačkoliv Mendoza nesl odchod své dcery těžce, byl spokojen s tím, že se jí u Padillů dostane dobrého zacházení.
Krátce po příjezdu do Porcuny Padilla odcestoval kvůli obchodním záležitostem, takže Pachecová převzala správu místní komandérie. Díky zkušenostem se správou, které získala po matčině smrti při řízení paláce Alhambra, se chopila podnikání rodiny Padillů. Udržovala také svého otce informovaného o činnosti jeho nepřátel u dvora krále Ferdinanda a působila jako prostřednice mezi rody Mendozů a Padillů, čímž se dostala do centra jejich plánů a ambicí. O jejích aktivitách v letech po otcově smrti v červenci 1515 se dochovalo jen málo záznamů; v tomto období však upevnila svůj vliv v Toledském království a nakonec se dostala do vedoucí pozice, která jí umožnila převzít velení nad městem Toledo.

### Vedení revoluce

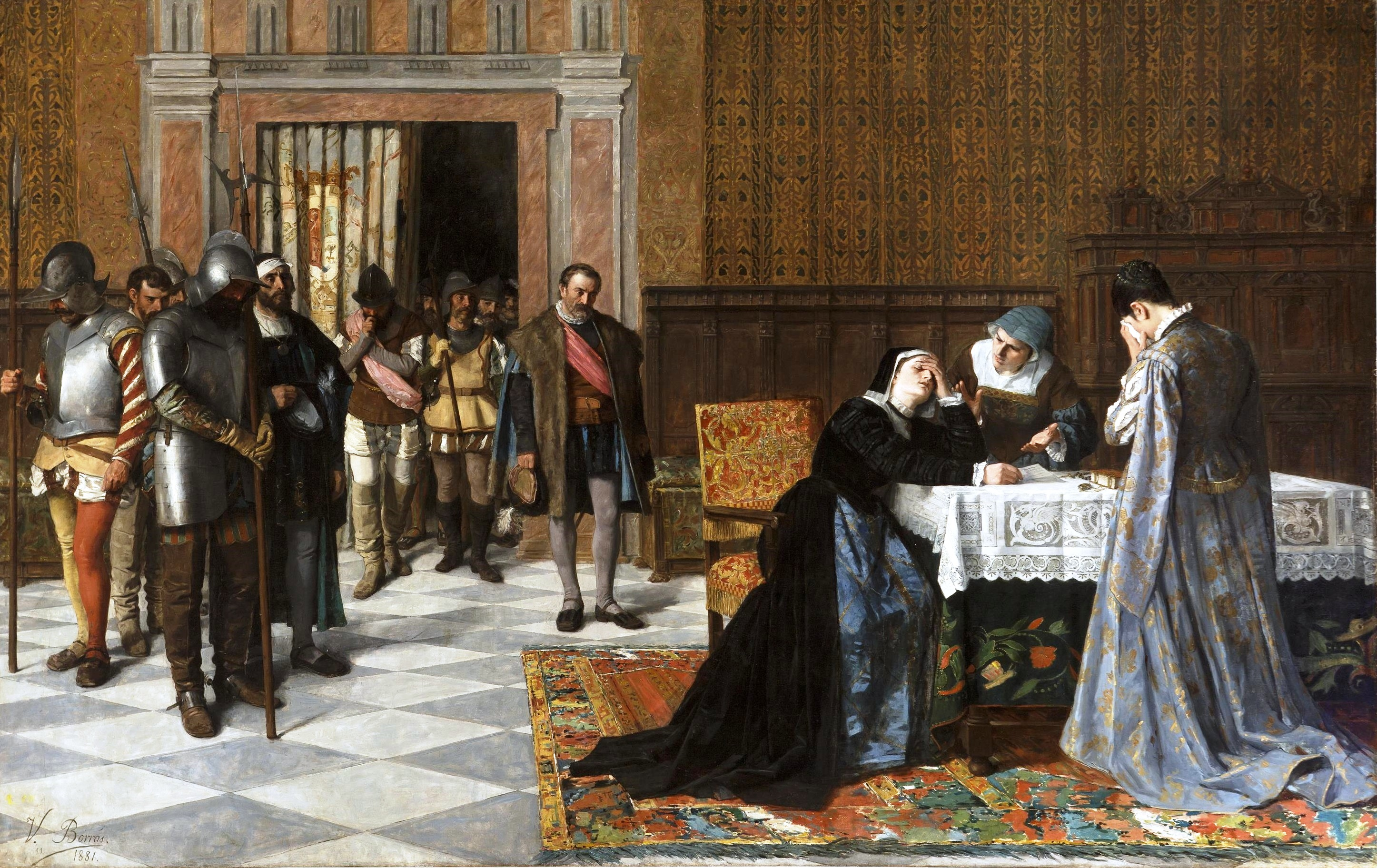
María Pachecová přijímá zprávu o popravě svého manžela, vyobrazeno na obraze Vicenteho Borráse y Mompóa z roku 1881

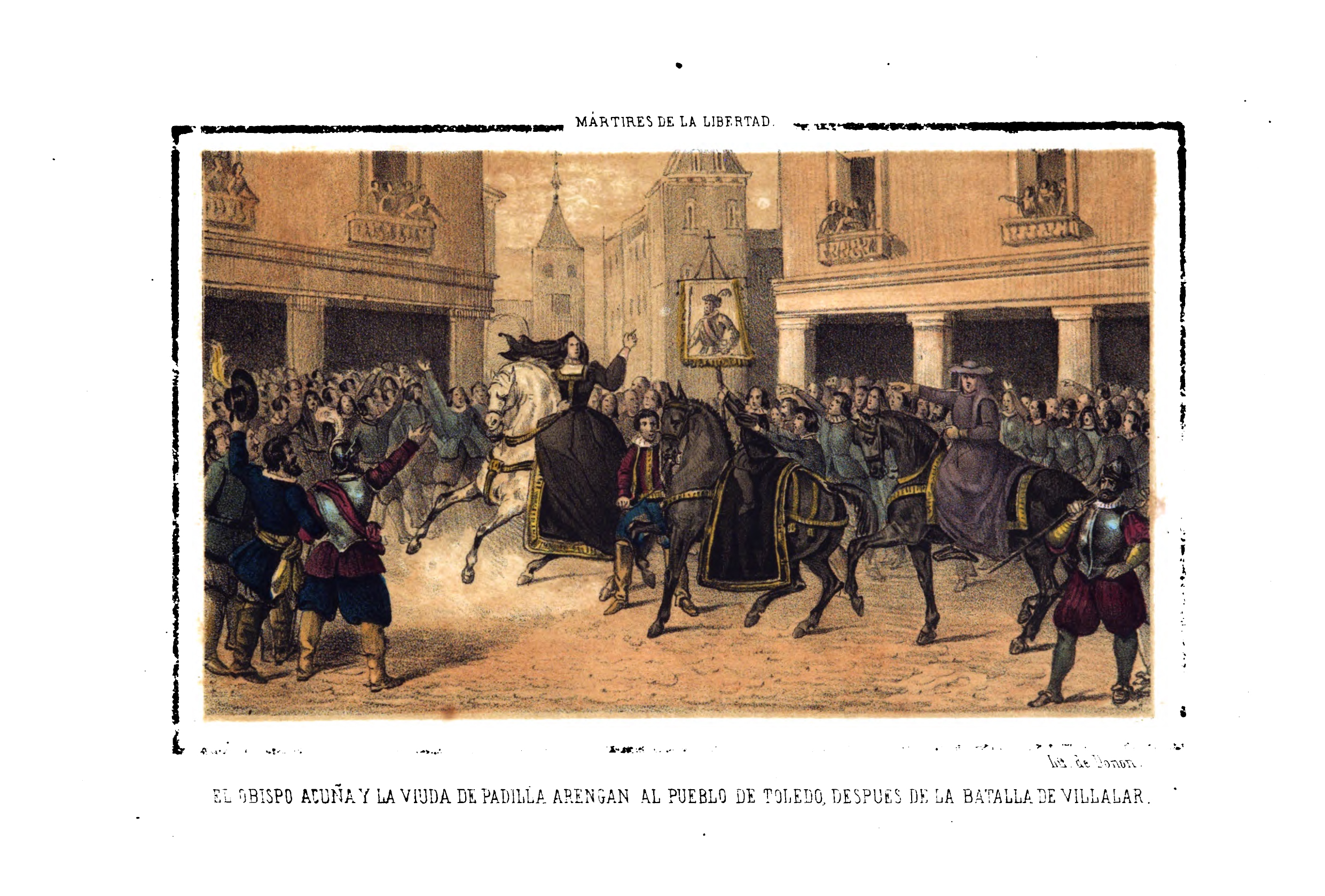
María Pachecová svolává lid Toleda pod svůj prapor po popravě svého manžela, zachyceno na litografii Julia Donóna z roku 1853

Po korunovaci Karla I. na kastilského krále byl do funkce kancléře království jmenován Vlám Jean Sauvage. Rod Padillů, který prosazoval autonomii Toleda a stavěl se proti cizímu vládnutí, se nové administrativě postavil na odpor. Juan de Padilla hájil práva hidalgů (drobné šlechty) a městské chudiny proti monarchii a baronům, čímž si získal značnou podporu v Toledu, kde vedl povstání komunérů proti koruně.
V lednu 1521, po smrti Vláma Viléma de Croÿe, arcibiskupa toledského, Pachecová využila příležitosti k prosazení člena vlastní rodiny na tuto pozici. Její otec se zasazoval o silnou světskou autoritu nad církví a radil své dceři, jak tuto politiku prosazovat. Aktivně usilovala o zvolení svého bratra Francisca de Mendozy, a snažila se získat podporu dříve, než proti ní Karel I. mohl zasáhnout. Avšak jiná frakce komunérů se postavila proti jejím krokům a pozvala Antonia Osoria de Acuñu, biskupa ze Zamory, aby usiloval o úřad a omezil tak moc Pachecové v Toledu. Ačkoli se obávala, že Acuñův příchod ohrozí její „neomezenou autoritu“, biskup jí nabídl dohodu: výměnou za podporu jeho kandidatury by její manžel získal funkci velmistra Řádu svatojakubských rytířů. Navzdory jejich dohodě Acuña nakonec nedokázal upevnit církevní moc ve městě. Mezitím Pachecová pokračovala v prosazování zájmů své rodiny v Toledu.
Po porážce komunérů v bitvě u Villalaru v dubnu 1521 byl její manžel Juan de Padilla popraven roajalisty. Pachecová okamžitě začala budovat svou veřejnou image, aby se dále zvyšovala podpora obyvatel Toleda: oblékala se do smutečního šatu, vodila s sebou svého syna a nosila portrét svého zesnulého manžela, když procházela ulicemi města. Její veřejné odsouzení manželovy popravy jako trestu za obranu města jí získalo širokou podporu a zajistilo její pozici vůdkyně Toleda. Zmocnila se toledského alcázaru, odkud jmenovala nové úředníky, uvalovala daně a dohlížela na obranu města, přičemž nařídila roztavit zvony z kostelů na výrobu děl. Protože nebyla schopná vést povstání a zároveň se starat o syna, poslala ho k jeho strýci mimo město; zemřel o dva roky později.
Významná role Pachecové na straně komunérů kontrastovala s postojem jejích bratrů Antonia a Luise, kteří bojovali na straně roajalistů v Granadském království. Sama však zůstala věrná rodinnému odkazu odporu proti cizím panovníkům a projevovala neústupný závazek k věci komunérů, což jí vyneslo přezdívku „La Valerosa“ (česky: Statečná), kterou jí dal historik Prudencio de Sandoval. Pachecová věřila, že monarchie závisí na podpoře kastilské šlechty a musí si udržet její přízeň, jinak hrozí ztráta její loajality. Proto zastávala názor, že Karla je třeba donutit k dodržování kastilských šlechtických práv ozbrojeným odporem.

## Porážka, exil a smrt

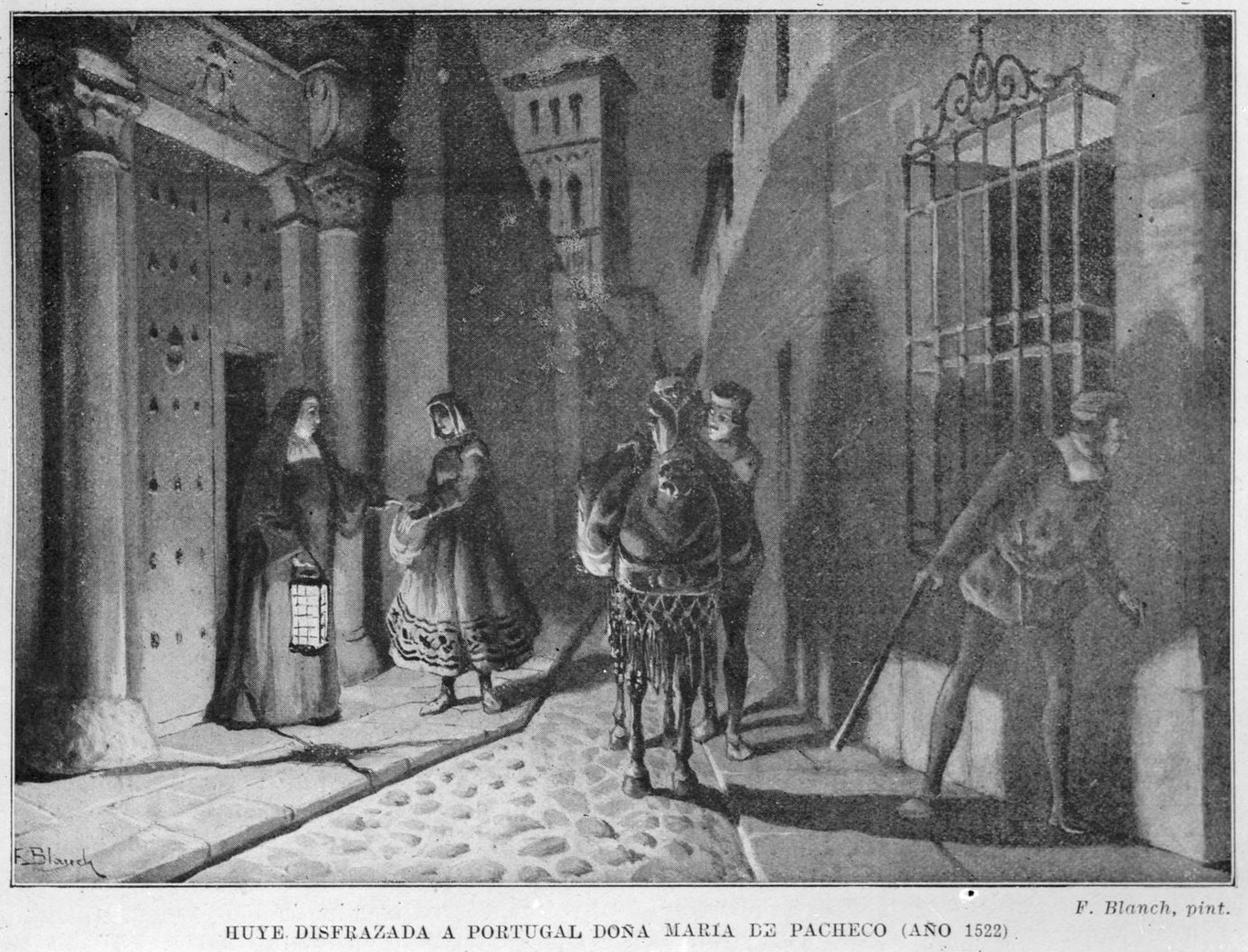
Ilustrace Marie Pachecové, prchající v přestrojení do exilu v Portugalsku, nakreslená Francisem Blanchem Sintesem ve 20. letech 20. století

Jakmile Karel I. získal více aristokratů na stranu roajalistů, komunérové čelili rostoucí demoralizaci. Navzdory tomu, že se průběh konfliktu začal obracet ve prospěch krále, Pachecová dokázala udržet odpor Toleda i poté, co byl zbytek Kastilie zpacifikován. Od května 1521 do února 1522 byla nepopiratelnou vůdkyní města a byla vnímána jako zosobnění ducha komunérů. V říjnu 1521 přinutila francouzská invaze do Navarry roajalisty k vyjednávání. Pachecová si vyjednala výhodné podmínky kapitulace Toleda, včetně navrácení konfiskovaného majetku Padillů a královského důchodu, který pro ni vyjednal její bratr Luis.
Po skončení navarrského konfliktu se komunérové obávali, že roajalisté poruší dohodu z října. Na začátku roku 1522 roajalisté začali požadovat nové jednání o podmínkách a obnovení „autority Jeho Veličenstva“. Pachecová znovu opevnila Toledo a přísahala, že se nevzdá, dokud Karel osobně nepotvrdí původní smlouvu. Na Hromnice, v noci 2. února 1522, vypukly v Toledu nepokoje poté, co se rozšířila zpráva, že Nizozemec Adriaan Florensz Boeyens byl zvolen papežem. Pachecová tehdy pronesla svůj poslední projev k městu ze svého balkónu, v němž prohlásila, že slíbená královská milost byla roajalisty odvolána.
Když roajalisté začali volat po její popravě, komunérové se rozhodli vzdorovat až do posledního dechu. Pachecová však z města uprchla, převlečená za rolnici. Její sestra a švagr jí zajistili únik do Portugalska, kde se ocitla v chudobě a společenské izolaci. Přivydělávala si jako učitelka latiny, avšak opakovaně žádala Karla I. o amnestii – pokaždé neúspěšně. María Pachecová nakonec zemřela v roce 1531 v portugalském exilu. Byla pohřbena v katedrále v Portu.

## Odkaz

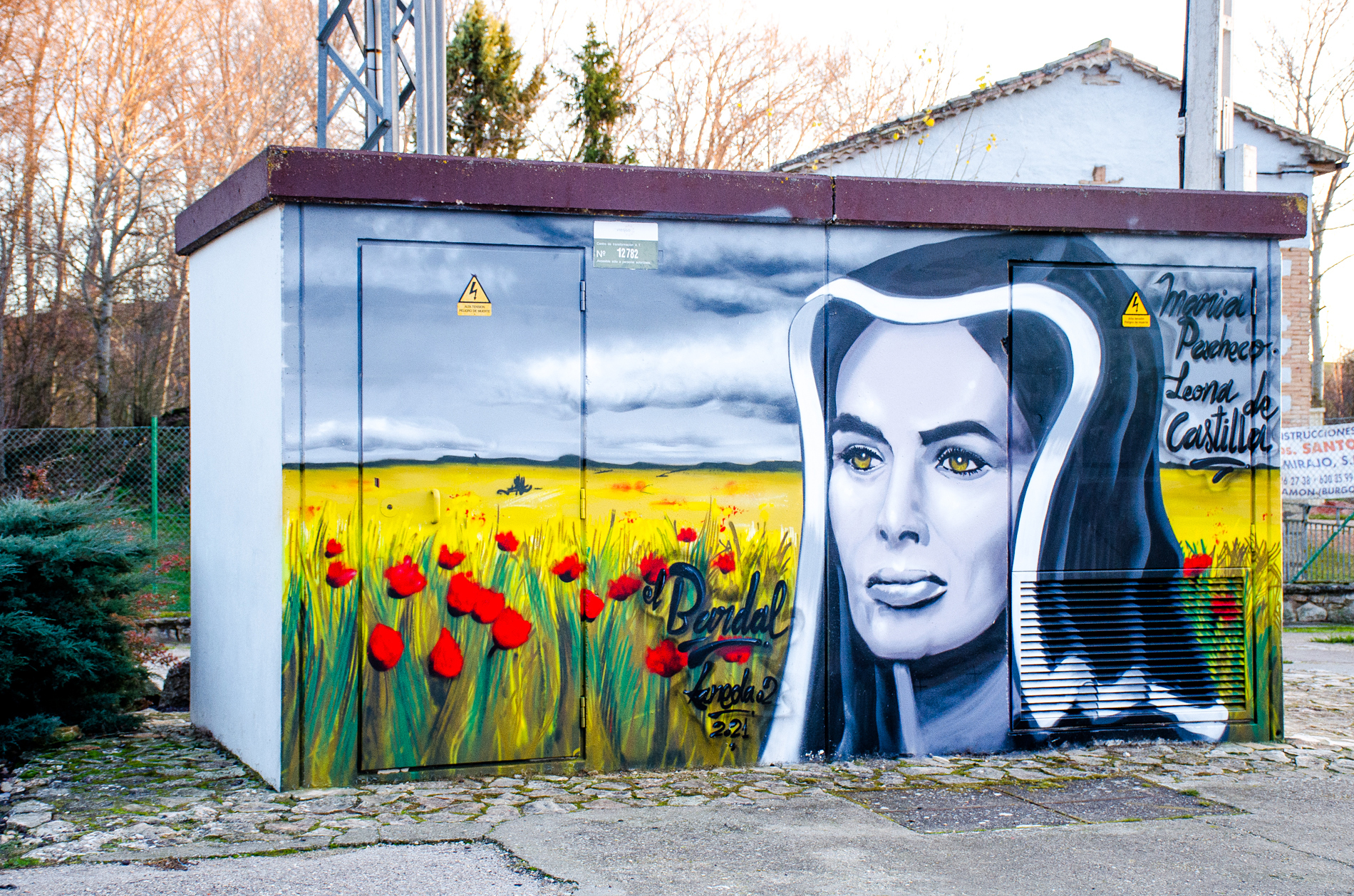
Nástěnná malba věnovaná Marii Pachecové, nacházející se ve Villadiegu (2021)

Po porážce povstání komunérů byla v Kastilii upevněna vláda Habsburků. V Toledu byla zničena hlavní sídla komunérů, na hlavním náměstí byl vztyčen památník odsuzující povstání Pachecové a do země byla rozptýlena sůl, což brání růstu rostlin na Plaza de Padilla i ve 21. století. Historické vnímání Pachecové se různí – byla zobrazována jak jako hrdinka, tak jako zrádkyně.
Kronikáři její doby ji silně odsuzovali, zejména kvůli tomu, že porušila tradiční genderové normy tím, že se ujala politického a vojenského velení. Petr Mučedník d’Anghiera ji popsal jako „manžela svého manžela“ a líčil ji jako šílenou, zatímco Alonzo de Santa Cruz ji obvinil z čarodějnictví; obě tyto interpretace převzal také Antonio de Guevara.
Historička Stephanie Fink De Backer ji zařadila mezi další kastilské rebelky, jako byla Juana Pimentel, a také mezi výjimečné ženské vůdkyně středověku, včetně královen Isabely a Jany. Temma Kaplan ji přirovnala k sikhskému vůdci Guru Nánakovi a anglickým levellerům Johnu Lilburneovi a Elizabeth Lilburneové jako k příkladu bojovníků za sociální rovnost a lidská práva v raném novověku.

## Vývod z předků
|                 |                                                 |  |                         |                                                    |  |  |  |  |  |  |  | Diego Hurtado de Mendoza |
|                 |                                                 |  |                         |                                                    |  |  |  |  |  |  |  |                          |
|                 | Iñigo Lopez de Mendoza, 1. markýz ze Santillany |  |                         |                                                    |  |  |  |  |  |  |  |                          |
|                 |                                                 |  |                         |                                                    |  |  |  |  |  |  |  |                          |
|                 |                                                 |  |                         | Leonor Lasso de la Vega                            |  |  |  |  |  |  |  |                          |
|                 |                                                 |  |                         |                                                    |  |  |  |  |  |  |  |                          |
|                 | Íñigo López de Mendoza y Figueroa               |  |                         |                                                    |  |  |  |  |  |  |  |                          |
|                 |                                                 |  |                         |                                                    |  |  |  |  |  |  |  |                          |
|                 |                                                 |  |                         | Lorenzo Suarez de Figueroa                         |  |  |  |  |  |  |  |                          |
|                 |                                                 |  |                         |                                                    |  |  |  |  |  |  |  |                          |
|                 | Catarina Suárez de Figueroa                     |  |                         |                                                    |  |  |  |  |  |  |  |                          |
|                 |                                                 |  |                         |                                                    |  |  |  |  |  |  |  |                          |
|                 |                                                 |  |                         | María Catalina de Orozco                           |  |  |  |  |  |  |  |                          |
|                 |                                                 |  |                         |                                                    |  |  |  |  |  |  |  |                          |
|                 | Íñigo López de Mendoza y Quiñones               |  |                         |                                                    |  |  |  |  |  |  |  |                          |
|                 |                                                 |  |                         |                                                    |  |  |  |  |  |  |  |                          |
|                 |                                                 |  |                         | Diego Fernández Vigil de Aller, pán z Lilla        |  |  |  |  |  |  |  |                          |
|                 |                                                 |  |                         |                                                    |  |  |  |  |  |  |  |                          |
|                 | Diego Fernández de Quiñones, pán z Luny         |  |                         |                                                    |  |  |  |  |  |  |  |                          |
|                 |                                                 |  |                         |                                                    |  |  |  |  |  |  |  |                          |
|                 |                                                 |  |                         | Leonor Suárez de Quiñones                          |  |  |  |  |  |  |  |                          |
|                 |                                                 |  |                         |                                                    |  |  |  |  |  |  |  |                          |
|                 | Doña Elvira de Quiñones                         |  |                         |                                                    |  |  |  |  |  |  |  |                          |
|                 |                                                 |  |                         |                                                    |  |  |  |  |  |  |  |                          |
|                 |                                                 |  |                         | Fernán Alvarez de Toledo y Meneses                 |  |  |  |  |  |  |  |                          |
|                 |                                                 |  |                         |                                                    |  |  |  |  |  |  |  |                          |
|                 | Maria Álvarez de Toledo                         |  |                         |                                                    |  |  |  |  |  |  |  |                          |
|                 |                                                 |  |                         |                                                    |  |  |  |  |  |  |  |                          |
|                 |                                                 |  |                         | Leonor López de Ayala, paní z Torrejónu de Velasco |  |  |  |  |  |  |  |                          |
|                 |                                                 |  |                         |                                                    |  |  |  |  |  |  |  |                          |
| María Pachecová |                                                 |  |                         |                                                    |  |  |  |  |  |  |  |                          |
|                 |                                                 |  |                         |                                                    |  |  |  |  |  |  |  |                          |
|                 |                                                 |  | Martim Vasques da Cunha |                                                    |  |  |  |  |  |  |  |                          |
|                 |                                                 |  |                         |                                                    |  |  |  |  |  |  |  |                          |
|                 | Alfonso Téllez Girón y Vázquez de Acuña         |  |                         |                                                    |  |  |  |  |  |  |  |                          |
|                 |                                                 |  |                         |                                                    |  |  |  |  |  |  |  |                          |
|                 |                                                 |  |                         | Teresa Téllez-Girónová                             |  |  |  |  |  |  |  |                          |
|                 |                                                 |  |                         |                                                    |  |  |  |  |  |  |  |                          |
|                 | Juan Pacheco                                    |  |                         |                                                    |  |  |  |  |  |  |  |                          |
|                 |                                                 |  |                         |                                                    |  |  |  |  |  |  |  |                          |
|                 |                                                 |  |                         | Juan Fernández Pacheco                             |  |  |  |  |  |  |  |                          |
|                 |                                                 |  |                         |                                                    |  |  |  |  |  |  |  |                          |
|                 | María Pachecová                                 |  |                         |                                                    |  |  |  |  |  |  |  |                          |
|                 |                                                 |  |                         |                                                    |  |  |  |  |  |  |  |                          |
|                 |                                                 |  |                         | Inés Téllez de Meneses                             |  |  |  |  |  |  |  |                          |
|                 |                                                 |  |                         |                                                    |  |  |  |  |  |  |  |                          |
|                 | Francisca Pachecová                             |  |                         |                                                    |  |  |  |  |  |  |  |                          |
|                 |                                                 |  |                         |                                                    |  |  |  |  |  |  |  |                          |
|                 |                                                 |  |                         | Martin Fernández Portocarrero                      |  |  |  |  |  |  |  |                          |
|                 |                                                 |  |                         |                                                    |  |  |  |  |  |  |  |                          |
|                 | Pedro Portocarrero                              |  |                         |                                                    |  |  |  |  |  |  |  |                          |
|                 |                                                 |  |                         |                                                    |  |  |  |  |  |  |  |                          |
|                 |                                                 |  |                         | Leonor Cabeza de Vaca                              |  |  |  |  |  |  |  |                          |
|                 |                                                 |  |                         |                                                    |  |  |  |  |  |  |  |                          |
|                 | María Portocarrerová                            |  |                         |                                                    |  |  |  |  |  |  |  |                          |
|                 |                                                 |  |                         |                                                    |  |  |  |  |  |  |  |                          |
|                 |                                                 |  |                         | Alfonso Enríquez                                   |  |  |  |  |  |  |  |                          |
|                 |                                                 |  |                         |                                                    |  |  |  |  |  |  |  |                          |
|                 | Beatriz Enríquez de Mendoza                     |  |                         |                                                    |  |  |  |  |  |  |  |                          |
|                 |                                                 |  |                         |                                                    |  |  |  |  |  |  |  |                          |
|                 |                                                 |  |                         | Juana de Mendoza                                   |  |  |  |  |  |  |  |                          |
|                 |                                                 |  |                         |                                                    |  |  |  |  |  |  |  |                          |